# (162978) Helenhart
(162978) Helenhart est un astéroïde de la ceinture principale.

## Description
(162978) Helenhart est un astéroïde de la ceinture principale. Il fut découvert le 19 août 2001 à Cerro Tololo par Marc William Buie. Il présente une orbite caractérisée par un demi-grand axe de 3,24 UA, une excentricité de 0,09 et une inclinaison de 2,9° par rapport à l'écliptique.